# Phyllosticta cucurbitacearum
Quả bào tử mọc nhô nổi lên mặt vết bệnh, hình cầu, có miệng rộng. bào tử thoát ra thành dòng, bào tử đơn bào, hình trứng hay hình bầu dục, không màu.
Phyllosticta cucurbitacearum, tiếng Anh thường gọi là "Phyllosticta leaf spot", là một loài nấm gây bệnh cho các loài bầu bí.